# Estefanía de los Santos
Pour les articles homonymes, voir Estefanía et de los Santos.
Estefanía de los Santos, née en 1976 à Séville, est une actrice espagnole de cinéma et de télévision.

## Filmographie
- 2003 : Montones y montoncitos (court métrage) : l'amie
- 2004 : Elisa Guzmán (court métrage)
- 2008-2009 : De chica en chica (série télévisée) : Alicia
- 2010 : Dispongo de barcos : La de la tienda
- 2011 : Cheers (série télévisée) : Beatriz
- 2011 : Estudio 1 (série télévisée) : Cecilia / Urtain niño / Periodista
- 2011 : Marco (mini-série) : la femme de l'hôtel
- 2012 : Unit 7 : La Caoba
- 2012 : Miel de naranjas : Taquillera
- 2012 : Mi reino por un caballo (série télévisée) : elle-même
- 2013 : Los Goya 27 edición (émission télévisée) : elle-même
- 2013 : Luna, el misterio de Calenda (es) (série télévisée) : Marcela
- 2013 : Balas perdidas (série télévisée) : Alexandra
- 2014 : Bienvenidos al Lolita (es) (série télévisée) : Charo
- 2014 : Carmina y amén : Fany
- 2014 : La buena muerte: Cristo de (court métrage) : María
- 2014 : ¡Ahora caigo! (série télévisée) : elle-même
- 2015 : Hablar : La Borracha
- 2015 : Yo, Ulrike, grito (court métrage) : Ulrike Meinhof
- 2015 : De chica en chica : Linda
- 2016 : Hermanos (court métrage)
- 2016 : May God Save Us : travestie
- 2016 : Relaxing Cup of Coffee
- 2016 : ¡Atención obras! (série télévisée) : elle-même
- 2016 : XIX Premios Max (téléfilm) : elle-même
- 2017 : Perdóname, Señor (es) (série télévisée) : Antonia
- 2017 : El resto de mi vida : Ángela
- 2017 : ¡Ay, mi madre! : María
- 2018 : Tiempo después
- 2018 : Secretos de Estado (série télévisée)
- 2021 : Les Lois de la Frontière : Merche
- 2022 : Accident domestique : María